# شعب القرو (القفر)

تعديل مصدري - تعديل

شعب القرو هي إحدى قرى عزلة بني مهدى بمديرية القفر التابعة لمحافظة إب، بلغ تعداد سكانها 28 نسمة حسب تعداد اليمن لعام 2004.